# Hearthstone: Heroes of Warcraft
Hearthstone ist ein Online-Sammelkartenspiel des US-amerikanischen Spielentwicklers Blizzard Entertainment. Das Computerspiel erschien im März 2014 für Windows und macOS, am 16. April 2014 für das iPad, am 15. Dezember 2014 für Android-Tablets und am 14. April 2015 für das iPhone und Android-Smartphones. Es ist ein durch Mikrozahlungen unterstütztes Free-to-play-Spiel.
Nachdem zunächst neue Erweiterungen und Abenteuer abwechselnd erschienen, erhält Hearthstone seit dem Jahr 2017 mit Reise nach Un'Goro regelmäßig im 4-Monats-Rhythmus eine große Erweiterung, die 135 neue Karten ins Spiel bringt. Seit Das Dunkelmond-Rennen (2021) erscheint zwischen zwei Erweiterungen zudem ein Mini-Set mit 35 neuen Karten, das sich thematisch an der jeweils neusten Erweiterung orientiert. Nachdem das Spiel zunächst neun spielbare Klassen enthalten hatte, kamen 2020 der Dämonenjäger und 2022 der Todesritter neu hinzu.

## Spielprinzip
Hearthstone wird online gespielt und enthält über 1000 verschiedene Spielkarten mit einer Auswahl an Einheiten (Diener), Waffen und Zaubern basierend auf der Computerspielserie Warcraft. Zwei Helden mit je 30 Lebenspunkten spielen gegeneinander und versuchen durch ihre Diener, Zauber und Heldenfähigkeiten das Leben des gegnerischen Helden auf 0 zu setzen, um zu gewinnen.

### Helden
Es existieren elf Heldenklassen. Diese lauten Magier (Jaina Prachtmeer), Priester (Anduin Wrynn), Krieger (Garrosh Höllschrei), Hexenmeister (Gul'dan), Schamane (Thrall), Druide (Malfurion Sturmgrimm), Jäger (Rexxar), Paladin (Uther Lichtbringer), Schurke (Valeera Sanguinar), Dämonenjäger (Illidan Sturmgrimm) und Todesritter. Diese elf Helden sind Helden in World of Warcraft nachempfunden. Jeder der Heldenklassen hat eine andere einzigartige Heldenfähigkeit.

### Vor einer Partie
Der Spieler kann für jede der bereits erwähnten elf Klassen aus seinen bereits gesammelten Karten ein Deck (30 Karten, davon darf jede Karte maximal doppelt enthalten sein, ausgenommen sind davon legendäre Karten, die nur einmal enthalten sein dürfen) erstellen. Dabei kann er aus klassenspezifischen Zaubern, Waffen und Dienern sowie klassenunabhängigen Dienern auswählen. Beim Erstellen des Decks muss der Spieler zudem noch entscheiden, ob ein Deck zusammengestellt wird, das nur aus Basis-, Klassik- und Karten besteht, die vor maximal zwei Jahren veröffentlicht wurden (ein sogenanntes Standard-Deck), oder ob er ein Deck zusammenstellt, das aus allen bereits veröffentlichten Karten bestehen kann (ein sogenanntes Wildes-Deck).

### Ablauf einer Partie
Am Anfang einer Partie wird ausgelost, wer den ersten Zug macht. Dem Startspieler werden drei und dessen Gegner vier Karten aus ihren Decks als Starthand vorgeschlagen. Die Spieler können beliebig viele der vorgeschlagenen Karten einmalig gegen zufällige andere Karten aus dem Deck tauschen. Zusätzlich erhält der Spieler, der als zweites beginnt, den Zauber „Die Münze“, die einen zusätzlichen Manakristall für einen Zug generiert. Manakristalle werden benötigt, um Karten oder Heldenfähigkeiten einzusetzen, die eine bestimmte Menge Mana kosten.
Zu Beginn jedes Zuges zieht der Spieler eine Karte aus seinem Deck, seinem Manapool wird ein Manakristall hinzugefügt, und die in der vorherigen Runde verbrauchten Manakristalle werden wieder aufgeladen.
Es können maximal 10 Karten auf der Hand gehalten werden. Jede weitere gezogene oder auf eine andere Art hinzugefügte Karte wird zerstört. Sollte man keine Karte mehr nachziehen können, weil alle Karten aus dem Deck bereits gezogen wurden, leidet man an Erschöpfung, und der Held erhält einen Schadenspunkt. Bei jeder weiteren fehlenden nachzuziehenden Karte wird der erhaltene Schaden um jeweils einen Schadenspunkt erhöht.
Es gibt drei Arten von Karten: Diener, Waffen und Zauber (siehe Abschnitt Diener / Waffen / Zauber / Helden / Quest). Diener bleiben bis zu ihrem Tod auf dem Spielfeld und können andere Diener oder den gegnerischen Helden angreifen; dabei können sie besondere Eigenschaften wie bspw. das Verstärken der anderen Diener haben. Helden können Waffen anlegen, um den anderen Helden oder dessen Diener anzugreifen. Zauber sind einmalige Effekte, die bspw. Schaden verursachen oder gegnerische Diener schwächen.

## Spielarten
Es gibt fünf Spielmodi. Bei „Soloabenteuer“ tritt man gegen den Computer an. Bei den Varianten „Spielen“, „Arena“ oder „Kartenchaos“ tritt man gegen einen vom Computer ausgewählten menschlichen Spieler an, bei „Kartenchaos“ teilweise auch gegen den Computer. Zusätzlich gibt es die Möglichkeit, ungewertet gegen einen Spieler aus der Freundesliste anzutreten.

### Spielen
Im Modus Spielen hat man die Wahl zwischen Ungewertet und Gewertet. Bei Gewertet misst man sich mit ranggleichen Gegnern, um Ränge aufzusteigen. Anfänglich besitzt man den Rang 25 und erhält für jeden Sieg einen Stern. Hat man fünf Sterne, steigt man einen Rang auf. Ab Rang 20 kann man, im Falle einer Niederlage, Sterne verlieren. Ab Rang 19 kann man hierdurch auch einen Rang absteigen. Bis Rang 5 erhält man ab drei Siegen hintereinander einen zusätzlichen Stern pro Sieg. Bei Rang 1 mit fünf Sternen steigt man mit einem weiteren Sieg zum Rang „Legende“ auf und kann von diesem nicht mehr absteigen. Außerdem wird angezeigt, welchen Platz man in der Gesamtrangliste hat. Am Ende einer jeden Saison (am Ende des Kalendermonats) erhält man, sofern man mindestens fünf Spiele gewonnen hat, einen monatsspezifischen Kartenrücken und eine Gewertete Truhe, deren Wertung dem höchsten Rang der Saison entspricht und Belohnungen (Karten) enthält. Die Rangliste wird dann zurückgesetzt, jeder Spieler fängt vier Ränge hinter dem Rang der Vorsaison an. Zum Beispiel: Ein Spieler, der Rang 10 in der Vorsaison erreicht hat, beginnt mit Rang 14.

### Soloabenteuer
Im Modus Soloabenteuer kann man sich zwischen einem Übungsmodus und verschiedenen Abenteuern entscheiden. Der Übungsmodus bietet dem Spieler die Möglichkeit, seine Decks und Fähigkeiten gegen einen Computergegner zu trainieren. Man hat die Wahl gegen KI-Normal oder gegen KI-Profi zu spielen. KI-Normal verwendet ausschließlich Basiskarten, während KI-Profi zusätzlich auf Karten aus den Profipackungen zurückgreifen kann. Die einzelnen Flügel der Abenteuer müssen mit echtem Geld, oder der Spiel-Währung Gold freigeschaltet werden. In jedem Flügel kämpft man der Reihe nach gegen verschiedene, besondere KI-Gegner zur Wahl, sie besitzen teilweise mehr als 30 Leben, haben Heldenfähigkeiten oder Karten, die sonst nicht im Spiel zu finden sind. Der Sieg gegen den letzten Gegner eines Flügels schaltet Karten frei, die auf einem anderen Weg nicht zu erhalten sind. In jedem Abenteuer gibt es nach Abschluss der Flügel noch einen Herausforderungsmodus der mit bestimmten Helden absolviert werden muss und spezielle Karten für ihre Klassen freischaltet.

### Arena
Der Modus Arena ist, bis auf das erste Mal, kostenpflichtig. Entweder bezahlt man mit 150 Gold (In-Game-Währung) oder Echtgeld. Beim Starten einer neuen Arenarunde hat man die Wahl zwischen drei zufällig ausgewählten Spielklassen. Hat man sich für eine Klasse entschieden, muss man sich aus einer zufälligen Auswahl an Karten ein Deck zusammenstellen. Dabei werden dem Spieler immer drei zufällige Karten zur Wahl angeboten; sie muss der Spieler nicht in seiner Sammlung besitzen. In diesem Modus ist es erlaubt, dass dieselbe Karte mehr als zweimal im Deck vorkommt (Voraussetzung ist natürlich, dass sie so oft angeboten und auch ausgewählt wurde). Sobald man sein Deck „geschmiedet“ hat, kann man gegen andere Arena-Spieler spielen; das geht so oft, bis man entweder dreimal verloren oder zwölfmal gewonnen hat. Dabei bekommt man Gegner mit ähnlichem Sieg/Niederlagen-Verhältnis zugewiesen. Je häufiger man gewinnt, desto besser ist der Belohnungsschlüssel.
Man kann die Spiele an verschiedenen Tagen absolvieren.

#### Belohnungsschlüssel
| Siege | Schlüssel     | Anzahl | Garantierte Belohnungen                                    | Mögliche Zufallsbelohnungen |
| ----- | ------------- | ------ | ---------------------------------------------------------- | --- |
| 0     | Novize        | 2      | - 1 Kartenpackung - 1 zufällige Belohnung                  | - 25-50 Gold - 25-40 Staub - 1 gewöhnliche Karte |
| 1     | Lehrling      | 2      | - 1 Kartenpackung - 1 zufällige Belohnung                  | - 30-50 Gold - 25-50 Staub - 1 gewöhnliche Karte |
| 2     | Geselle       | 2      | - 1 Kartenpackung - 1 zufällige Belohnung                  | - 40-60 Gold - 40-50 Staub - 1 gewöhnliche Karte - 1 seltene Karte |
| 3     | Kupfer        | 3      | - 1 Kartenpackung - 25-35 Gold - 1 zufällige Belohnung     | - 20-25 Gold - 20-25 Staub - 1 gewöhnliche Karte - 1 seltene Karten |
| 4     | Silber        | 3      | - 1 Kartenpackung - 40-60 Gold - 1 zufällige Belohnung     | - 20-30 Gold - 20-25 Staub - 1 gewöhnliche Karte - 1 seltene Karte |
| 5     | Gold          | 3      | - 1 Kartenpackung - 45-60 Gold - 1 zufällige Belohnung     | - 45-60 Gold - 45-60 Staub - 1 gewöhnliche Karte - 1 seltene Karte |
| 6     | Platin        | 3      | - 1 Kartenpackung - 75-145 Gold - 1 zufällige Belohnung    | - 45-60 Gold - 45-60 Staub - 1 gewöhnliche Karte - 1 seltene Karte |
| 7     | Diamant       | 3      | - 1 Kartenpackung - 150-160 Gold - 1 zufällige Belohnung   | - 20-30 Gold - 20-25 Staub - 1 gewöhnliche Karte - 1 seltene Karte |
| 8     | Champion      | 4      | - 1 Kartenpackung - 150-160 gold - 2 zufällige Belohnungen | - 20-45 Gold - 20-25 Staub - 1 goldene oder reguläre gewöhnliche Karte - 1 goldene oder reguläre seltene Karte - 1 goldene oder reguläre epische Karte - 1 goldene oder reguläre legendäre Karte  |
| 9     | Rubin         | 4      | - 1 Kartenpackung - 150-165 Gold - 2 zufällige Belohnungen | - 20-120 Gold - 20-50 Staub - 1 goldene oder reguläre gewöhnliche Karte - 1 goldene oder reguläre seltene Karte - 1 goldene oder reguläre epische Karte - 1 goldene oder reguläre legendäre Karte |
| 10    | Frosterben    | 4      | - 1 Kartenpackung - 150-185 Gold - 2 zufällige Belohnungen | - 65-125 Gold - 65-95 Staub - 1 goldene gewöhnliche Karte - 1 goldene oder reguläre seltene Karte - 1 goldene oder reguläre epische Karte - 1 goldene oder reguläre legendäre Karte               |
| 11    | Schmelze      | 4      | - 1 Kartenpackung - 195-210 Gold - 2 zufällige Belohnungen | - 70-180 Gold - 60-95 Staub - 1 goldene gewöhnliche Karte - 1 goldene oder reguläre seltene Karte - 1 goldene oder reguläre epische Karte - 1 goldene oder reguläre legendäre Karte               |
| 12    | Lichtschmiede | 5      | - 1 Kartenpackung - 215-235 Gold - 3 zufällige Belohnungen | - 25-185 Gold - 1 goldene gewöhnliche Karte - 1 goldene oder reguläre seltene Karte - 1 goldene oder reguläre epische Karte - 1 goldene oder reguläre legendäre Karte - 1 Kartenpackung           |

Anhand des Belohnungsschlüssels wird ersichtlich, dass durchschnittlich 3-4 Siege nötig sind, um den investierten Einsatz in Form verschiedener Preise zurückzuerhalten.

### Kartenchaos
Im Kartenchaos werden geltende Regeln und Beschränkungen des Spiels wöchentlich geändert. Dieser Modus wird freigeschaltet, sobald der Spieler über mindestens einen Helden der Stufe 20 verfügt. Helden steigen durch das Absolvieren von Spielen in ihrer Stufe auf.
Je nach Spielart werden beispielsweise vorgefertigte Decks, besondere Helden oder Feldeffekte ins Spiel gebracht. Die Möglichkeiten sind vielfältig.
In jeder neuen Woche gibt es für den ersten Sieg gegen einen Spieler eine Packung mit klassischen Karten als Belohnung. In Deutschland beginnt das Kartenchaos jede Woche mittwochs um 22:00 Uhr.

### Schlachtfeld
Der Modus Schlachtfeld ist kostenlos. Dieser Modus ist aus dem Genre der Auto-Battler, gespielt wird mit 7 Gegnern. Zu Beginn jeder Runde kann der Spieler in einer zeitbegrenzten Kaufphase Einheiten kaufen, auf dem Hearthstone-typischen Feld maximal 7 Einheiten spielen und auch deren Reihenfolge ändern. Danach kämpfen die Einheiten des Spielers automatisch gegen einen zufälligen der 7 Gegner. Die Einheiten in diesem Modus sind zum Teil Diener aus der normalen Sammlung von Hearthstone, es gibt aber auch Diener, die nur im Schlachtfeld-Modus verfügbar sind. Insgesamt gibt es 210 Einheiten, von denen jede einer Dienergattung angehört – diese sind: Dämon, Drache, Elementar, Mech, Murloc, Naga, Pirat, Stacheleber, Untot, Wildtier. Jedem Diener ist eine bestimmte Gasthausstufe zugeordnet, die festlegt, ab welcher Spielphase dieser Diener gekauft werden kann und wie viel Schaden durch diesen Diener am Ende einer Runde verursacht werden kann.
Vor Beginn der ersten Runde wählt jeder Spieler einen Held aus 94 verschiedenen aus, wobei man die Wahl aus 2 oder 4 verschiedenen hat (je nachdem ob man den Schlachtfeldboni gekauft hat) und kein Held doppelt vorkommen kann. Die Helden haben verschiedene (passive und aktive) Heldenfähigkeiten und beginnen mit 40 Leben. Man startet die erste Runde mit 3 Gold (statt Mana, wie in sonstigen Modi) und jede Runde erhöht sich das verfügbare Gold um 1, bis zu einem Maximum von 10. Der Ort, wo Einheiten gekauft werden, heißt Gasthaus, welches in 6 Gasthausstufen aufgeteilt ist. Man beginnt das Spiel auf Gasthausstufe 1. Auf dieser Stufe gibt es im Gasthaus 3 Einheiten der Gasthausstufe 1, deren Einkauf jeweils 3 Gold kostet. Ab Gasthausstufe 2 gibt es 4 Einheiten, ab Stufe 4 gibt es 5 Einheiten und ab Stufe 6 gibt es 6 Einheiten zur Auswahl. Weitere Mögliche Aktionen sind das Spielbrett aktualisieren (kostet 1 Gold), was bewirkt, dass entsprechend der aktuellen Gasthausstufe neue Einheiten zum Verkauf geboten werden; eine Einheit verkaufen (bringt 1 Gold); das Spielfeld einfrieren (kostet 0 Gold), wodurch das automatische Aktualisieren des Spielbretts zu Beginn der nächsten Runde verhindert wird; das Gasthaus aufwerten (Kosten variieren), schaltet Einheiten der nächsten Gasthausstufe frei und einen Drilling bilden: Wenn ein Spieler 3 gleiche Einheiten erworben hat, werden diese in eine bessere goldene Version vereint, für die der Spieler beim Ausspielen eine zusätzliche Karte der nächsten Gasthausstufe bekommt. Ist die Kaufphase beendet, beginnt die Kampfphase: Der Spieler bekommt einen zufälligen Gegner zugelost und die Einheiten dieser beiden Spieler kämpfen automatisch so lange gegeneinander, bis ein Spieler keine Einheiten mehr hat. Dann verursacht der Spieler, der diese Runde gewonnen hat bei seinem Gegner Schaden, der sich wie folgt errechnet: der Basisschaden entspricht der aktuellen Gasthausstufe, darauf addiert wird die Gasthausstufe jeder Einheit, die überlebt hat. Sobald nach einigen Runden nur noch ein Spieler Leben hat, hat dieser gewonnen.

### Freundesliste
Des Weiteren kann man gegen Spieler aus seiner Kontaktliste antreten. Hier können beide Spieler ein Deck auswählen und gegeneinander antreten. Seit Dezember 2014 gibt es den „Zuschauermodus“, in dem man über die Freundesliste einem Freund beim Spielen zuschauen kann.

## Karten

### Eigenschaften
Es gibt viele verschiedene Karten, die nach mehreren Kriterien unterschieden werden können:
- Basiskarten gegenüber Sammelkarten
- Diener gegenüber Waffen und Zaubern
- Neutrale Karten gegenüber Karten einer Heldenklasse
- Normale Karten gegenüber goldenen Karten
- Nach Seltenheitsgrad

Allen gemein ist, dass sie standardmäßig eine bestimmte Menge an Mana kosten.

#### Basiskarten / Sammelkarten
Es gibt 133 Basiskarten (43 neutrale und 10 für jede der neun Heldenklassen), die der Spieler durch Verbesserungen der Stufen seiner Helden erhalten kann. Zu Beginn des Spiels sind bereits alle 43 neutralen Basiskarten und 5 Magier-Basiskarten verfügbar. Wenn einer der anderen acht Helden freigespielt wird, werden ebenfalls jeweils 5 Basiskarten für diese Klasse freigeschaltet. Während die einzelnen Helden aufsteigen, werden bei Heldenstufe 2, 4, 6, 8 und 10 die übrigen Basiskarten für diese Klasse freigeschaltet. Es gibt 565 Sammelkarten (wurden vor der Erweiterung Goblins gegen Gnome als Profikarten bezeichnet). Es gibt Karten, die nur innerhalb einer Partie existieren und durch ein Ereignis oder durch Ausspielen eines Zaubers oder Dieners entstehen (z. B. „Die Münze“, Traumkarten) – sie können nicht gesammelt werden.

#### Diener / Waffen / Zauber / Helden / Quest
Es gibt fünf Arten von Karten: Diener, Waffen, Zauber, Helden und Quest
- „Diener“ werden nach dem Ausspielen auf den Spielbereich gelegt und können ab dem folgenden Zug angreifen. Beim Angriff kann der Angreifer entscheiden, ob der gegnerische Held oder ein gegnerischer Diener angegriffen wird. Jeder Diener besitzt die Attribute Angriff und Leben. Angriff gibt an, wie viel Schaden bei einem Angriff oder einer Verteidigung an den Gegner ausgeteilt wird. Leben gibt an, wie viel Schaden der Diener einstecken kann, bevor er stirbt und von dem Spielfeld scheidet. Jeder Spieler kann maximal sieben Diener auf dem Spielfeld haben. Viele Diener haben noch besondere Eigenschaften wie Erhält zu Beginn jedes Zuges +1 Angriff. Neben solchen individuellen Effekten, gibt es einige Effekte/Mechaniken, die mehrere Diener von sich aus oder durch Zauber haben:

| Effekt                | Beschreibung |
| --------------------- | --- |
| Ansturm               | Sofort angriffsbereit. |
| Ausgraben             | Grabt nach zunehmend seltenen Schätzen. Wird nach der höchsten Seltenheit zurückgesetzt.                                        |
| Außenseiter           | Ein Bonus, wenn sich die Karte beim Ausspielen ganz links oder rechts auf der Hand befindet.                                    |
| Combo                 | Ein Bonus, wenn in diesem Zug bereits eine Karte ausgespielt wurde.                                                             |
| Durchfluten           | Wird nach dem Tod von X befreundeten Dienern auf der Hand aufgewertet.                                                          |
| Echo                  | Diese Karte kann in dem Zug, in dem Ihr sie ausspielt, mehrmals ausgespielt werden. Kopien können nicht weniger als (1) kosten. |
| Ehrenhafter Sieg      | Ein Bonus, wenn dieser Charakter in eurem Zug exakt tödlichen Schaden verursacht.                                               |
| Eifer                 | Kann sofort Diener angreifen.                                                                                                   |
| Einfrieren            | Eingefrorene Charaktere verpassen ihren nächsten Angriff.                                                                       |
| Entdecken             | Wählt eine von drei Karten und erhaltet diese auf die Hand.                                                                     |
| Ermächtigen           | Setzt Galakronds Macht ein. |
| Ersatzteil            | Ersatzteile sind Zauber für 1 Mana, die nur schwache Effekte haben.                                                             |
| Finale                | Ein Bonus, wenn diese Karte euer verbleibendes Mana verbraucht.                                                                 |
| Flüchtig              | Kann nicht als Ziel von Zaubern oder Heldenfähigkeiten gewählt werden.                                                          |
| Geheimnis             | Bleibt verdeckt, bis im gegnerischen Zug eine spezifische Aktion eintritt.                                                      |
| Giftig                | Vernichtet jeden Diener, der davon verletzt wird.                                                                               |
| Gigantifizierung      | Erhaltet eine Kopie (8/8) dieser Karte, die 8 kostet.                                                                           |
| Gottesschild          | Ignoriert den ersten erlittenen Schaden.                                                                                        |
| Handelbar             | Zieht diese Karte zu Eurem Deck und verbraucht 1 Mana, um eine neue Karte zu ziehen.                                            |
| Immun                 | Charaktere, die immun sind, können nicht als Ziel von Gegner gewählt oder beschädigt werden.                                    |
| Inaktiv               | Für beide Spieler unberührbar.                                                                                                  |
| Inspiration           | Löst nach dem Einsatz Eurer Heldenfähigkeit einen Effekt aus.                                                                   |
| Jadegolem             | Euer erster Jadegolem hat die Werte 1/1. Jeder weitere hat +1/+1.                                                               |
| Kampfschrei           | Ein Effekt tritt in Kraft, wenn die Karte ausgespielt wird.                                                                     |
| Kolossal +1           | Erschafft beim Herbeirufen X zusätzliche Gliedmaßen.                                                                            |
| Konter                | Eine Karte, die gekontert wird, hat keinen Effekt.                                                                              |
| Lebensentzug          | Verursachter Schaden heilt Euren Helden.                                                                                        |
| Magnetisch            | Spielt diesen Diener zur Linken eines Mechs aus, damit sie verschmelzen!                                                        |
| Manadurst (X)         | Ein Bonus, wenn ihr X Manakristalle habt.                                                                                       |
| Minimieren            | Erhaltet eine Kopie (1/1) dieser Karte, die 1 kostet.                                                                           |
| Mutieren              | Wählt einen von drei Boni. |
| Quest                 | Startet auf Eurer Hand. Gewährt eine Belohnung, wenn Ihr sie abschließt.                                                        |
| Questreihe            | Startet auf Eurer Hand. Gewährt bis zu 3-mal eine Belohnung, wenn Ihr sie abschließt.                                           |
| Raserei               | Ein einmaliger Effekt, nachdem dem dieser Diener Schaden überlebt hat.                                                          |
| Raumschiff            | Hat die Werte und Effekte Eurer zerstörten Teile. Klickt zum Starten!                                                           |
| Rekrutieren           | Ruft einen Diener aus eurem Deck herbei.                                                                                        |
| Schnellzug            | Ein Bonus, wenn dies während dieser Runde auf eure Hand kam.                                                                    |
| Schmieden             | Zieht diese Karte zu eurem Deck, um (2) Mana für ein Upgrade zu benutzen.                                                       |
| Spott                 | Feinde müssen Diener angreifen, die Spott haben.                                                                                |
| Temporär              | Wird am Ende Eures Zuges abgeworfen.                                                                                            |
| Titan                 | Klickt auf einen Titanen, um 1 von 3 Fähigkeiten anstatt eines Angriffs zu benutzen.                                            |
| Todesröcheln          | Ein Effekt tritt in Kraft, wenn die Karte zerstört wird.                                                                        |
| Überheilung           | Ein Bonus, wenn mehr als das volle Leben wiederhergestellt wird.                                                                |
| Überladung: X         | Im nächsten Zug habt ihr X weniger Mana.                                                                                        |
| Überwältigen          | Ein Bonus, wenn dieser Charakterin eurem Zug überschüssigen Schaden verursacht.                                                 |
| Verderben             | Wird auf der Hand aufgewertet, wenn ihr eine Karte ausspielt, die meht kostet.                                                  |
| Verstohlenheit        | Der Charakter kann nicht angegriffen oder als Ziel gewählt werden, bis er angreift.                                             |
| Wiederkehr            | Wird nach dem ersten Tod mit 1 Leben wiederbelebt.                                                                              |
| Windzorn              | Kann zweimal pro Zug angreifen.                                                                                                 |
| Zauberschaden +X      | Eure Zauberkarten verursachen [X] Schaden mehr.                                                                                 |
| Zauberschub           | Ein einmaliger Effekt, nachdem Ihr einen Zauber gewirkt habt.                                                                   |
| Zum Schweigen bringen | Entfernt alle Kartentexte und Verzauberungen.                                                                                   |
| Zwillingszauber       | Wenn ihr einen Zwillingszauber wirkt, bekommt ihr eine Kopie davon auf die Hand (ohne Zwillingszauber Effekt) .                 |

- „Waffen“ erhält der Held. Mit dieser kann er einen Diener oder den gegnerischen Helden angreifen. Jede Waffe besitzt die Attribute „Angriff“ und „Haltbarkeit“. Bei jedem Gebrauch der Waffe wird die Haltbarkeit um 1 verringert. Ist sie auf 0, wird die Waffe zerstört. Waffen können, wie andere Karten auch, zusätzliche Effekte haben bspw. „Stellt bei Eurem Helden jedes Mal 2 Leben wieder her, wenn er angreift.“
- „Zauber“ sind sehr vielfältig. Sie entfalten beim Gebrauch einen einmaligen Effekt: bspw. verursachen sie in unterschiedlicher Art und Weise Schaden oder heilen, stärken eigene Diener oder schwächen gegnerische, lassen einen Karten ziehen usw. Eine besondere Form von Zaubern sind Geheimnisse, ein ausgespieltes Geheimnis (wobei der Gegner nicht weiß, welches ausgespielt wurde), bleibt solange bestehen, bis der auf dem Geheimnis genannte Auslöser (in der Runde des Gegners) aktiviert und damit die genannte Folge verursacht wird. Ein Trigger ist zum Beispiel das Ausspielen eines Dieners durch den Gegner und eine Folge, dass diesem Diener 4 Schaden zugefügt wird. Geheimnis-Karten gibt es nur für Jäger, Magier, Paladine und Schurken.
- „Helden“ würden mit der Erweiterung „Ritter des Frostthrons“ eingefügt und verwandeln den Spielerhelden in einen anderen Charakter und bekommen eine neue Heldenfähigkeit, zusätzlichen geben sie dem Spieler Rüstung und/oder haben einen Kampfschrei Effekt bzw. dauerhaften Effekt
- „Quest“ würden mit der der Erweiterung „Reise nach Un*Goro“ eingeführt. Sie kosten 1 Mana und werden direkt zu Spielbeginn dem Spieler aus dem Deck angezeigt. Sie gewähren nach Erfüllung der Anforderung mächtige Artefakte/Zauber/Dauer.

#### Neutrale Karten / Karten einer Heldenklasse
Neutrale Karten sind ausschließlich Diener. Freigeschaltete Diener können von jeder Heldenklasse verwendet werden. Die Karten einer Heldenklasse (Diener, Zauber oder Waffen) sind streng an diese beim Bau eines Decks gebunden. Wenn ein Spieler innerhalb einer Partie durch besondere Umstände eine Karte einer anderen Heldenklasse erhält, kann er diese aber dennoch verwenden.

#### Normale Karten / goldene Karten
Jede Karte ist auch in einer goldenen Version erhältlich. Das ist eine rein optische Veränderung: der Rahmen ist golden und das Bild der Karte ist animiert. Goldene Basiskarten sind durch Erreichen höherer Level einzelner Klassen erhältlich, goldene Sammelkarten erhält man durch den gewöhnlichen Herstellungsprozess. Goldene Karten benötigen jedoch eine größere Menge Staub.

#### Seltenheitsgrad
Sammelkarten haben in der Mitte einen Edelstein, dessen Farbe den Seltenheitsgrad der Karte anzeigt. Es gibt gewöhnliche (Weiß), seltene (Blau), epische (Lila) und legendäre (Orange) Sammelkarten. Basiskarten haben keinen Seltenheitsgrad. Der Seltenheitsgrad hat im Wesentlichen lediglich Auswirkung auf die Wahrscheinlichkeit für das Erhalten der Karten in einer Kartenpackung. Für das Erstellen eines Decks und das Spielen mancher Karten ist lediglich entscheidend ob eine Karte „legendär“ ist oder nicht. So ist es nicht möglich zwei Versionen derselben legendären Karte in ein Deck zu nehmen und manche Karten haben einen Effekt, der nur legendäre Diener betrifft (bspw. „Kampfschrei: Vernichtet einen legendären Diener, wenn Ihr einen Drachen auf der Hand habt“).

### Sammeln von Karten
Karten sind der Hauptbestandteil des Spiels. Es gibt mehrere Möglichkeiten, neue Karten zu erhalten:
- Durch das Leveln mit einer Heldenklasse erhält man jeweils zwei (gleiche) klassenspezifische Basiskarten.
- Durch das Öffnen von Packungen erhält man fünf Karten, mindestens eine von diesen ist eine seltene. Epische oder legendäre, aber auch goldene können (mehrfach) enthalten sein.
- Durch Arena-Durchläufe mit überdurchschnittlich vielen Siegen ist es wahrscheinlich, einzelne Karten als Belohnung zu erhalten.
- Durch Herstellen (s. Abschnitt Entzaubern und Herstellen) der gewünschten Sammelkarte.
- Durch spezielle Belohnungen wie „Besuch der BlizzCon 2013“ oder „Mindestens eine Packung kaufen während der Beta“ erhält man eine besondere Karte (Promo-Karte).
- Durch das Sammeln aller Karten einer Kategorie erhält man eine besondere Karte, die nicht anders erhältlich ist, zum Beispiel durch das Sammeln aller Murloc- oder Piraten-Karten.

#### Entzaubern und Herstellen
Jede gesammelte Karte (nicht aber Basiskarten und Questbelohnungs-Karten) kann entzaubert werden. Dabei wird die Karte zerstört und gibt dem Spieler Arkaner Staub, mit dem er neue Karten herstellen kann (s. Tabelle). Naxxramas-, Schwarzfels-, Karazhan- und Basiskarten können nicht hergestellt werden, goldene Naxxramas-, Schwarzfels- und Karazhankarten können hergestellt werden, nachdem diese freigespielt wurden.
Alle Karten dürfen – außer im Spielmodus Arena – maximal zweimal in einem Deck vorkommen, legendäre Karten jedoch nur einmal. Somit können überschüssige Karten bedenkenlos in arkanen Staub verwandelt werden.
|            |             | normale Karten | normale Karten | goldene Karten | goldene Karten |
| Seltenheit | Symbolfarbe | entzaubern     | herstellen     | entzaubern     | herstellen     |
| ---------- | ----------- | -------------- | -------------- | -------------- | -------------- |
| Basis      | kein Symbol | –              | –              | –              | –              |
| Gewöhnlich | weiß        | 5              | 40             | 50             | 400            |
| Selten     | blau        | 20             | 100            | 100            | 800            |
| Episch     | violett     | 100            | 400            | 400            | 1600           |
| Legendär   | orange      | 400            | 1600           | 1600           | 3200           |

### Übersicht
Die folgende Tabelle gibt an, wie viele neue Karten welcher Seltenheit mit jeder Erweiterung ins Spiel hinzugefügt wurden. Da einem Deck mit Ausnahme von legendären Karten zwei Exemplare jeder Karte hinzugefügt werden können, ist jeweils in Klammern angegeben, wie viele Karten für eine vollständige Sammlung benötigt werden.
Mit der Veröffentlichung von Geschmiedet im Brachland im März 2021 wurden Basis- und Klassikset zum Archivset zusammengefasst und aus dem Standardmodus entfernt. Die seltenheitslosen ehemaligen Basiskarten sind in der Tabelle mit der Seltenheit „gewöhnlich“ angegeben.
| Set                           | Erscheinungsdatum  | Insgesamt | gewöhnlich | selten   | episch  | legendär |      |      |
| Wild                          | Wild               | Wild      | Wild       | Wild     | Wild    | Wild     | Wild | Wild |
| ----------------------------- | ------------------ | --------- | ---------- | -------- | ------- | -------- | ---- | ---- |
| Archiv                        | N/A                | 424 (807) | 248 (496)  | 92 (184) | 43 (86) | 41       |      |      |
| Jahr 1 & 2 (2014–2015)        |                    |           |            |          |         |          |      |      |
| Naxxramas                     | 22. Juli 2014      | 30 (54)   | 18 (36)    | 4 (8)    | 2 (4)   | 6        |      |      |
| Goblins gegen Gnome           | 8. Dezember 2014   | 123 (226) | 40 (80)    | 37 (74)  | 26 (52) | 20       |      |      |
| Der Schwarzfels               | 2. April 2015      | 31 (57)   | 15 (30)    | 11 (22)  | 0       | 5        |      |      |
| Das Große Turnier             | 24. August 2015    | 132 (244) | 49 (98)    | 36 (72)  | 27 (54) | 20       |      |      |
| Die Forscherliga              | 12. November 2015  | 45 (85)   | 25 (50)    | 13 (26)  | 2 (4)   | 5        |      |      |
| Jahr des Kraken (2016)        |                    |           |            |          |         |          |      |      |
| Das Flüstern der Alten Götter | 26. April 2016     | 132 (244) | 49 (98)    | 36 (72)  | 27 (54) | 20       |      |      |
| Eine Nacht in Karazhan        | 11. August 2016    | 45 (85)   | 27 (54)    | 12 (24)  | 1 (2)   | 5        |      |      |
| Die Straßen von Gadgetzan     | 1. Dezember 2016   | 132 (244) | 49 (98)    | 36 (72)  | 27 (54) | 20       |      |      |
| Jahr des Mammuts (2017)       |                    |           |            |          |         |          |      |      |
| Reise nach Un'Goro            | 6. April 2017      | 135 (247) | 49 (98)    | 36 (72)  | 27 (54) | 23       |      |      |
| Ritter des Frostthrons        | 10. August 2017    | 135 (247) | 49 (98)    | 36 (72)  | 27 (54) | 23       |      |      |
| Kobolde und Katakomben        | 7. Dezember 2017   | 135 (247) | 49 (98)    | 36 (72)  | 27 (54) | 23       |      |      |
| Jahr des Raben (2018)         |                    |           |            |          |         |          |      |      |
| Der Hexenwald                 | 12. April 2018     | 135 (247) | 49 (98)    | 36 (72)  | 27 (54) | 23       |      |      |
| Dr. Bumms Geheimlabor         | 7. August 2018     | 135 (247) | 49 (98)    | 36 (72)  | 27 (54) | 23       |      |      |
| Rastakhans Rambazamba         | 4. Dezember 2018   | 135 (247) | 49 (98)    | 36 (72)  | 27 (54) | 23       |      |      |
| Jahr des Drachen (2019)       |                    |           |            |          |         |          |      |      |
| Verschwörung der Schatten     | 9. April 2019      | 135 (247) | 49 (98)    | 36 (72)  | 27 (54) | 23       |      |      |
| Retter von Uldum              | 6. August 2019     | 135 (247) | 49 (98)    | 36 (72)  | 27 (54) | 23       |      |      |
| Erbe der Drachen              | 10. Dezember 2019  | 135 (247) | 49 (98)    | 36 (72)  | 27 (54) | 23       |      |      |
| Galakronds Erwachen           | 21. Januar 2020    | 35 (66)   | 15 (30)    | 12 (24)  | 4 (8)   | 4        |      |      |
| Jahr des Phönix (2020)        |                    |           |            |          |         |          |      |      |
| Initiand der Dämonenjäger     | 7. April 2020      | 20 (38)   | 8 (16)     | 6 (12)   | 4 (8)   | 2        |      |      |
| Ruinen der Scherbenwelt       | 7. April 2020      | 135 (245) | 52 (104)   | 35 (70)  | 23 (46) | 25       |      |      |
| Akademie Scholomance          | 6. August 2020     | 135 (245) | 52 (104)   | 35 (70)  | 23 (46) | 25       |      |      |
| Der Dunkelmond-Wahnsinn       | 17. November 2020  | 135 (245) | 54 (108)   | 32 (64)  | 24 (48) | 25       |      |      |
| Das Dunkelmond-Rennen         | 21. Januar 2021    | 35 (66)   | 16 (32)    | 14 (28)  | 1 (2)   | 4        |      |      |
| Jahr des Greifen (2021)       |                    |           |            |          |         |          |      |      |
| Geschmiedet im Brachland      | 30. März 2021      | 135 (245) | 50 (100)   | 35 (70)  | 25 (50) | 25       |      |      |
| Die Höhlen des Wehklagens     | 3. Juni 2021       | 35 (66)   | 16 (32)    | 14 (28)  | 1 (2)   | 4        |      |      |
| Vereint in Sturmwind          | 3. August 2021     | 135 (245) | 50 (100)   | 35 (70)  | 25 (50) | 25       |      |      |
| Todesminen                    | 2. November 2021   | 35 (66)   | 16 (32)    | 14 (28)  | 1 (2)   | 4        |      |      |
| Gespalten im Alteractal       | 7. Dezember 2021   | 135 (245) | 50 (100)   | 35 (70)  | 25 (50) | 25       |      |      |
| Qnyxias Hort                  | 15. Februar 2022   | 35 (66)   | 16 (32)    | 14 (28)  | 1 (2)   | 4        |      |      |
| Standard                      |                    |           |            |          |         |          |      |      |
| Kern                          | N/A                | 281 (521) | 154 (308)  | 57 (114) | 29 (58) | 41       |      |      |
| Jahr der Hydra (2022)         |                    |           |            |          |         |          |      |      |
| Reise in die Versunkene Stadt | 12. April 2022     | 135 (245) | 50 (100)   | 35 (70)  | 25 (50) | 25       |      |      |
| Thron der Gezeiten            | 1. Juni 2022       | 35 (66)   | 16 (32)    | 14 (28)  | 1 (2)   | 4        |      |      |
| Mord auf Schloss Nathria      | 2. August 2022     | 135 (245) | 50 (100)   | 35 (70)  | 25 (50) | 25       |      |      |
| Schlund und Sühne             | 27. September 2022 | 35 (66)   | 16 (32)    | 14 (28)  | 1 (2)   | 4        |      |      |
| Arthas' Pfad                  | 6. Dezember 2022   | 26 (49)   | 12 (24)    | 8 (16)   | 3 (6)   | 3        |      |      |
| Marsch des Lichtkönigs        | 6. Dezember 2022   | 145 (263) | 53 (106)   | 38 (76)  | 27 (54) | 27       |      |      |
| Rückkehr nach Naxxramas       | 14. Februar 2023   | 38 (72)   | 16 (32)    | 17 (34)  | 1 (2)   | 4        |      |      |
| Jahr des Wolfs (2023)         |                    |           |            |          |         |          |      |      |
| Festival der Legenden         | 11. April 2023     | 145 (263) | 53 (106)   | 38 (76)  | 27 (54) | 27       |      |      |
| Audiopocalypse                | 31. Mai 2023       | 38 (72)   | 16 (32)    | 17 (34)  | 1 (2)   | 4        |      |      |
| TITANEN                       | 1. August 2023     | 145 (263) | 53 (106)   | 38 (76)  | 27 (54) | 27       |      |      |
| Fall von Ulduar               | 19. September 2023 | 38 (72)   | 16 (32)    | 17 (34)  | 1 (2)   | 4        |      |      |
| Showdown im Ödland            | 14. November 2023  | 145 (263) | 53 (106)   | 38 (76)  | 27 (54) | 27       |      |      |
| Abstieg nach Tiefenheim       | 18. Januar 2024    | 38 (72)   | 17 (34)    | 16 (32)  | 1 (2)   | 4        |      |      |

1. ↑  Beim erstmaligen Öffnen einer Das Flüstern der alten Götter-Packung erhält der Spieler die Karten Beschwörerin des Bösen und C'Thun. Rechnet man diese hinzu, steigt die Anzahl der sammelbaren Karten auf 134 (247).
2. ↑  Im Juni 2019 erschien die legendäre Karte SCHN1PP-SCHN4PP als Belohnung während eines Events und wurde nachträglich dem Set Dr. Bumms Geheimlabor zugeordnet. Die Anzahl der sammelbaren Karten stieg somit auf 136 (248).
3. ↑  Im Mai 2019 erschien die legendäre Karte Schattenumhang Zayle als Belohnung für das Freischalten aller Kapitel des Abenteuers Der große Coup. Die Anzahl der sammelbaren Karten stieg somit auf 136 (248).
4. ↑  Beim erstmaligen Öffnen einer Erbe der Drachen-Packung erhält der Spieler alle 5 legendären Galakrond-Helden-Karten. Rechnet man diese hinzu, steigt die Anzahl der sammelbaren Karten auf 140 (252).

### Erweiterungen
Erweiterungen und Abenteuer bringen viele neue Karten ins Spiel. Die Karten der Erweiterungen können im Shop gegen Gold oder Echtgeld in entsprechenden Packungen gekauft werden. Die Erweiterungen selbst müssen nicht gekauft werden und werden vor dem nächsten Starten des Spiels installiert und sind dann für alle Spieler Teil des Spiels.

#### Fluch von Naxxramas
Der Fluch von Naxxramas ist das erste Abenteuer zu Hearthstone. Es wurde am 11. April 2014 offiziell angekündigt und am 22. Juli 2014 veröffentlicht. In diesem Abenteuer spielt der Spieler gegen einzelne Bossgegner des Warcraft-Universums, die normale Basiskarten aller Helden verwenden können, jedoch auch Klassikkarten benutzen. Sie haben jeweils eine eigene Heldenfähigkeit. Der Einzelspieler-Modus ist in fünf Flügel aufgeteilt, welche einzeln geöffnet werden. Der erste Flügel war während des Veröffentlichungsevents kostenlos verfügbar, alle weiteren müssen entweder mit Gold oder mit Echtgeld bezahlt werden. Zudem erhält man durch das Besiegen eines Bossgegners jeweils eine der neuen Karten. Wenn alle Bosse eines Flügels besiegt sind, bekommt man zudem eine Legendäre Karte geschenkt. Insgesamt gibt es somit 30 neue Naxxramas-Karten, von denen 21 neutrale (darunter sechs legendäre) Karten und neun klassenspezifische Karten sind. Die nicht legendären neutralen Karten lassen sich freischalten, indem man alle 15 Endgegner (in jedem Flügel fünf) besiegt. Die neun klassenspezifischen Karten sind durch klassenspezifische Herausforderungen freischaltbar, von denen es pro Klasse eine gibt.

#### Goblins gegen Gnome
Die erste Erweiterung Goblins gegen Gnome erschien am 9. Dezember 2014. Mit über 120 neuen Karten ergänzt die Erweiterung Hearthstone um die Unterkategorie Mech für Diener, auf die sich andere Karten der Erweiterung beziehen, sowie Ersatzteile, die für die Spielmechanik als Zauber eingestuft werden und kleine Vorteile bringen.

#### Der Schwarzfels
Schwarzfels ist das zweite Abenteuer zu Hearthstone. Es wurde am 6. März 2015 offiziell angekündigt und am 1. April 2015 veröffentlicht. Im zweiten Abenteuer wird wie im ersten Abenteuer gegen einzelne Bossgegner aus dem Warcraft-Universum gespielt: man soll „den Berg [Schwarzfels] vom Bösen […] befreien“. Das Abenteuer ist in 5 Flügeln aufgeteilt, die wahlweise gegen Spielwährung oder eine Echtgeldbezahlung erhältlich sind. Es gibt 31 neue Karten, die man durch das Besiegen der einzelnen Bosse und durch das Erledigen der Klassenaufgaben bekommt.

#### Das Große Turnier
Die zweite Erweiterung Das Große Turnier wurde am 22. Juli 2015 offiziell von Blizzard angekündigt und ist am 24. August 2015 erschienen. Die Erweiterung bringt 132 neue Karten, die neuen Mechaniken Inspiration und Joust sowie eine Aktualisierung der Arenabelohnungen mit.

#### Die Forscherliga
Das Abenteuer ist in vier Flügeln unterteilt. Es wurde am 6. November 2015 angekündigt und am 12. November veröffentlicht. Auf der Suche nach den „Bruchstücke[n] eines mächtigen Titanenartefakts, des Stabs des Ursprungs“ sind 45 neue Karten erhältlich.

#### Das Flüstern der alten Götter
Die dritte Kartenerweiterung, welche am 27. April 2016 in Europa erschien und zudem ein neues Kartenrotationsverfahren einleitete, beinhaltete 134 neue Karten. Im Zusammenhang mit dem neuen Standard- und Wild-Modus wurde das Jahr des Kraken eingeläutet. Im Wild-Modus können alle bisher erschienenen Karten mit allen Erweiterungen benutzt werden, wohingegen im Standard-Modus nur die Karten aus den Erweiterungen des vorherigen- sowie des aktuellen Jahres und die Basis- sowie Klassik-Karten gespielt werden können.

#### Eine Nacht in Karazhan
Eine Nacht in Karazhan ist das vierte Abenteuer. Es wurde am 29. Juli angekündigt und am 11. August veröffentlicht. Es ist in vier Flügeln unterteilt so wie ein Vorspielsboss, für zwei weitere Karten. Die anderen 43 Karten bekommt man aus den anderen vier Flügeln.

#### Die Straßen von Gadgetzan
Die vierte Kartenerweiterung wurde am 1. Dezember 2016 in den USA und am 2. Dezember 2016 in Europa und Asien veröffentlicht. Thematisch behandelt die Erweiterung die Rivalisierung dreier Gangsterbanden. Dabei sind 132 neue Karten erhältlich. Eine Neuerung besteht darin, dass es neben neutralen und klassenspezifischen Karten auch drei Kartenarten gibt, die von je drei Klassen eingesetzt werden können. Diese Gruppen sind:
- Jäger, Paladin und Krieger
- Druide, Schurke und Schamane
- Magier, Priester und Hexenmeister

#### Reise nach Un'Goro
Die fünfte Kartenerweiterung wurde am 6. April 2017 veröffentlicht. Die Erweiterung spielt in der urzeitlichen Dschungelwelt von Un'Goro und bringt 135 neuen Karten sowie zwei neue Spielprinzipien. Mutieren erlaubt es Diener sofort mit einer aus drei vorgeschlagenen Mutationen auszustatten. Insgesamt gibt es zehn mögliche Mutationen. Questkarten sind ein neuer Kartentyp, der sich, sofern im Deck vorhanden, immer in der Starthand befindet. Für jede Klasse gibt es eine spielbare Quest mit einer speziellen Aufgabe, die während des Spiels zu erfüllen ist. Nach der Erfüllung der Quest erhält der Spieler eine Belohnung auf die Hand. Neu eingeführt wurde in Reise nach Un'Goro darüber hinaus die Dienerklasse Elementar.

#### Ritter des Frostthrons
Die sechste Erweiterung zu Hearthstone wurde am 11. August 2017 in Europa veröffentlicht. Sie spielt in den eisigen Weiten von Nordend und thematisch dreht sich die Erweiterung um den mächtigen Lichkönig, dessen Macht jeder der neun Helden von Hearthstone in sich aufnimmt und zum Todesritter in seinem Dienst wird. Neu ins Spiel kommen 135 Sammelkarten, der neue Held Prinz Arthas, neue Heldenkarten für jede Klasse, die den Helden und die Heldenfähigkeit des Spielers ersetzen sowie die Lebensentzug-Mechanik. Darüber hinaus ist das Soloabenteuer Eiskrone Teil der Erweiterung.

#### Kobolde und Katakomben
Die siebente Erweiterung zu Hearthstone wurde am 8. Dezember 2017 in Europa veröffentlicht. Blizzard stellt für diese Erweiterung das Erforschen von Azeroths Katakomben, geschaffen von den rattenartigen, kerzenliebenden Kobolden, in den Mittelpunkt. Zusätzlich ins Spiel kommen dafür 135 Sammelkarten. Als Neuheit gibt es neun legendäre Waffen, unidentifizierte Gegenstände, Zaubersteine und das Schlüsselwort Rekrutieren. Darüber hinaus ist das Soloabenteuer Schatzjagd Teil der Erweiterung. Es geht darum nacheinander KI-Gegner zu besiegen, um zum jeweils nächsten zu kommen. Der Spieler wählt zunächst eine Heldenklassen und erhält nach jeder besiegten KI neue Karten, die dem Deck hinzugefügt werden. Besiegt man mit allen Klassen die jeweils acht KI erhält man einen Kartenrücken.

#### Der Hexenwald
Die achte Erweiterung zu Hearthstone wurde am 12. April 2018 in Europa veröffentlicht. Sie spielt in einem gruseligen Wald nahe der verwünschten Stadt Gilneas aus Warcraft. Neu sind die Schlüsselwörter Echo und Eifer. Zusätzlich gibt es Karten mit speziellen Effekten, die durch das Spielen von Karten mit geraden oder ungeraden Kosten ausgelöst werden. Schließlich enthält die Erweiterung noch das Soloabenteuer Monsterjagd. Vergleichbar mit der Schatzjagd ist es hier wieder das Ziel acht aufeinander folgende KI-Gegner zu besiegen. Nur statt den bisher bekannten Heldenklassen hat man hier die Wahl zwischen Prinzessin Tess Graumähne, Lord Darius Crowley, Hundemeister Shaw und Zeittüftlerin Toki. Diese vier Helden verfügen über eine jeweils einzigartige Heldenfähigkeit. Hat man mit allen vier Helden die jeweils acht KI-Gegner besiegt, schaltet man den finalen Kampf frei. Hier vereinen die Helden ihre Kräfte um gegen Hagatha die Hexe anzutreten. Sollte man diese Herausforderung auch bestehen, erhält man wie in der Schatzjagd einen Kartenrücken.

#### Dr. Bumms Geheimlabor
Die neunte Erweiterung zu Hearthstone wurde am 21. August 2018 in Europa veröffentlicht. Sie konzentriert sich auf Diener der Kategorie Mech, ähnlich wie bei Goblins gegen Gnome. Eine Neuerung ist das Schlüsselwort Magnetisch. Erstmals gibt es auch legendäre Zauber für jede Klasse. Zur Erweiterung kommt das Soloabenteuer Rätsellabor hinzu, wo die Spieler Hearthstone-bezogene Puzzles zu vorgegebenen Spielsituationen lösen müssen. Es gibt vier verschiedene Labore, Todeszone, Spiegelbild, Tabula rasa und Überleben, in dem jeden vier verschiedene Arten von Rätseln zu lösen sind. So muss man z. B. im Labor Todeszone den feindlichen Helden durch vorgegebene Karten besiegen, im Labor Spiegelbild die andere Seite des Schlachtfeldes genau nachbilden, im Labor Tabula rasa das gesamte Spielfeld leeren und im Labor Überleben den Angriff des feindlichen Helden überstehen. Hat man alle Rätsel, wobei die Rätsel in den vier Laboren in beliebiger Reihenfolge gelöst werden können und das Zusatzrätsel von Dr. Bumm gelöst, erhält man wie in der Schatz- und Monsterjagd einen Kartenrücken.

#### Rastakhans Rambazamba
Die zehnte Erweiterung zu Hearthstone wurde am 4. Dezember 2018 in Europa veröffentlicht. Rastakhan ist der König der Zandalari. Bei dieser Erweiterung bekommt jede Klasse ein Totemtier („Loa“) zugewiesen. Eine weitere Neuerung sind besondere Diener in Form von Geistern. Neues Schlüsselwort ist Überwältigen und beim neuen Soloabenteuer Trollarena spielt man als einer von neun Trollen in einer Arena.

#### Verschwörung der Schatten
Die elfte Erweiterung zu Hearthstone erschien am 9. April 2019. Dort dreht sich alles um die Schurkenliga Ü.B.E.L., bestehend aus den Oberschurken Meisterdieb Rafaam, König Togwaggel, Madame Lazul, Dr. Bumm und Hagatha die Hexe. Sie treten gegen die Verteidiger von Dalaran an. Die Verschwörung der Schatten erweitert das Spiel um 135 neue Karten, die neue Mechanik Pläne, das neue Schlüsselwort Zwillingszauber sowie Diener der Kategorie Lakaien. Das zugehörige Soloabenteuer mit dem Titel Der große Coup erschien am 16. Mai 2019.

#### Retter von Uldum
Die zwölfte Erweiterung zu Hearthstone erschien am 6. August 2019. Sie erweiterte das Spiel um 135 neue Karten, das neue Schlüsselwort Wiederkehr, Plagen-Zauber, neue Quests und am 17. September 2019 folgte das Soloabenteuer Gräber des Grauens.

#### Erbe der Drachen
Die dreizehnte Erweiterung zu Hearthstone erschien am 10. Dezember 2019. Sie erweiterte das Spiel um 135 neue Karten, das neue Schlüsselwort Ermächtigen, Nebenquests, Drachenatem-Karten und am 21. Januar 2020 folgte das Soloabenteuer Galakronds Erwachen, mit dem erstmals seit dem Jahr 2016 wieder im Zuge eines Abenteuers 35 neue Karten veröffentlicht wurden.

#### Ruinen der Scherbenwelt
Die vierzehnte Erweiterung erschien am 7. April 2020. Sie erweiterte das Spiel um 135 neue Karten sowie erstmals um eine neue Klasse, den Dämonenjäger. Zudem kamen das neue Schlüsselwort Außenseiter, Gefangene Dämonen und Prime-Karten hinzu.

## Quests und Belohnungen
Es gibt verschiedene Quests und Belohnungen, die für das Freischalten von Karten oder Abenteuern hilfreich bzw. notwendig sind:
- Beginner-Quests (nicht wiederholbar): Hat man das Tutorial in Hearthstone erfolgreich abgeschlossen, erwarten einen drei Beginner-Quests, die nicht wiederholbar sind und jedem als Belohnung Profipackungen, Gold, sowie 1 gratis Arena-Ticket bescheren.[35]

| Quest           | Beschreibung                             | Belohnung             |
| --------------- | ---------------------------------------- | --------------------- |
| Feldversuch     | Schließt ein Spiel im Modus „Spielen“ ab | 1 Profi-Kartenpackung |
| Der Duellant    | Spielt 3 Spiele im Modus „Spielen“       | 100 Gold              |
| Ding!           | Bringt eine Klasse bis auf Stufe 10      | 1 Kartenpackung       |
| Ab in die Arena | Betretet die Arena                       | 1 Arena-Ticket        |

- Tägliche Quests: Dies ist eine zufällige Aufgabe, die man ein Mal täglich erhält. Man muss diese nicht am selben Tag meistern, sondern kann mehrere davon ansammeln (maximal drei) oder pro Tag eine Quest verwerfen, um eine neue, zufällige zu erhalten. Es gibt viele verschiedene Aufgaben, z. B. „Gewinne zwei Spiele mit Magier oder Schurke“ oder „Verursache 100 Schaden“. Als Belohnung für das erfolgreiche Beenden einer Quest erhält man Gold.[36]

- Für jeweils drei Siege im Modus „Spielen“ erhält man eine Belohnung in Form von 10 Gold. Mehr als 100 Gold pro Tag ist dadurch jedoch nicht möglich.[37]
- Versteckte Belohnungen (nicht wiederholbar): Es gibt Belohnungen, die einmalig eintreten, sobald ein bestimmtes Kriterium erfüllt ist. z. B. gibt es für das Freispielen aller Klassen und aller Basiskarten je 100 Gold.[38]

| Quest                              | Beschreibung                                        | Belohnung                     |
| ---------------------------------- | --------------------------------------------------- | ----------------------------- |
| Abstauben                          | Entzaubert eine Karte                               | 95 Arkaner Staub              |
| Ahoi!!! (Abgelaufen!)              | Nennt jeden Piraten Euer Eigen                      | Papagei des Kapitäns          |
| Goldenes Ahoi!!! (Abgelaufen!)     | Nennt jeden goldenen Piraten Euer Eigen             | Papagei des Kapitäns (Gold)   |
| Mrglglglgl! (Abgelaufen!)          | Nennt jeden Murloc Euer Eigen                       | Trübauge der Alte             |
| Goldenes Mrglglglgl! (Abgelaufen!) | Nennt jeden goldenen Murloc Euer Eigen              | Trübauge der Alte (Gold)      |
| Mit Tempo 100                      | Gewinnt 100 Spiele in einem beliebigen Modus        | 300 Gold                      |
| Strahlender Sieger                 | Gewinnt 1000 Spiele in einem beliebigen Modus       | 300 Gold                      |
| Auf geht’s!                        | Schaltet jeden Helden frei                          | 100 Gold                      |
| Der wahre Profi                    | Besiegt jeden KI-Helden auf der Profistufe          | 100 Gold                      |
| Basis gesichert!                   | Sammelt alle Karten des Basissets                   | 100 Gold                      |
| Alles meins!                       | Sammelt alle Karten des Profisets                   | 100 Gold                      |
| Beta-Rocker! (Abgelaufen)          | Vielen Dank für die Hilfe beim Testen unseres Shops | Gelbin Mekkadrill (Gold)      |
| BlizzCon-Rocker! (Abgelaufen)      | Danke, dass Ihr bei der BlizzCon 2013 dabei wart    | Elite Tauren Chieftain (Gold) |

- Heldenlevel-Belohnungen: Bis Level 10 erhält man alle zwei Level zwei Basiskarten für die jeweilige Klasse, bis Level 52 dann die goldenen Versionen der Basiskarten der jeweiligen Klasse und anschließend bis Level 60 die goldenen Versionen der neutralen Karten.

## Entwicklung
Hearthstone: wurde im Rahmen einer Präsentation während der Penny Arcade Expo im März 2013 angekündigt. Blizzard Entertainment plante das Spiel 2013 zu veröffentlichen, welches sich jedoch auch Anfang 2014 noch in der Betaphase befand. Es ist inzwischen für Microsoft Windows, Mac OS X, iOS und Android erschienen. Das Spiel ist für die Sprachen Deutsch, Englisch, Spanisch (Spanien und Mexiko), Französisch, Italienisch, Koreanisch, Polnisch, Portugiesisch (Brasilien), Russisch, Chinesisch und Taiwanisch lokalisiert.
Die geschlossene Beta des Spiels startete in Nordamerika am 16. August 2013. Die offene Beta des Spiels startete in Nordamerika am 21. Januar 2014.
In Europa wurde das Spiel zum ersten Mal auf der Gamescom 2013 für Endkunden öffentlich in einer eingeschränkten Version präsentiert.
Die europäische geschlossene Beta-Phase hat am 4. September 2013 begonnen. Die offene Beta des Spiels startete in Europa am 23. Januar 2014. Am 11. März 2014 ist die europäische PC-Version offiziell veröffentlicht worden.
Es werden im Laufe der Zeit Expansions-Sets zum Spiel hinzugefügt. Diese sollen u. a. viele neue Karten enthalten.
Die erste Kartenerweiterung mit dem Namen „Goblins gegen Gnome“ erschien am 8. Dezember 2014 und ergänzt das Spiel um 123 neue Spielkarten.
Am 14. April 2015 erfolgte die Veröffentlichung des Spiels für IOS- und Android-Smartphones mit vollem Funktionsumfang und einer angepassten Benutzeroberfläche.
Mit Hearthstone Mercenaries wurde ein Gacha-Spiel integriert.

## Rezeption
Hearthstone wird oftmals aufgrund der Möglichkeit kritisiert, Spielinhalte zu kaufen. Dabei sei vor allem der Preis von 1,20 € pro Kartenpack zu hoch. Ebenso wird die niedrige Komplexität des Spiels kritisiert. Dennoch fielen die Kritiken größtenteils positiv aus.

„Hearthstone macht so gut wie alles richtig und fesselt Freunde von Sammelkartenspielen wie Magic: The Gathering stundenlang an den Computer (und hoffentlich auch bald ans Tablet). Der größte Coup ist Blizzard mit der Arena gelungen. Hier treffen ständig interessante Zusammenstellungen von Decks aufeinander. Dank des ausgewogenen Matchmakings wird es auch nicht frustig oder zu leicht. Das Taktieren in der Arena gefällt uns mit Abstand am besten in Hearthstone – und das nicht nur, weil es da die besten Belohnungen zu gewinnen gibt.
Zu kritisieren gibt es wenig: Bei der Musikauswahl sollte Blizzard noch ein paar weitere Stücke nachschieben. Ein lokaler LAN-Modus ohne Onlinezwang wäre ebenfalls wünschenswert. Ansonsten spricht eigentlich nur eine absolute Warcraft-Phobie dagegen, Hearthstone eine Chance zu geben.“

„Hearthstone weiß genau, was es sein will: Ein flottes und kurzweiliges Kartenspiel, mit dem sowohl Einsteiger als auch Experten ihren Spaß haben können. Und das gelingt mit Bravour. Das Spiel ist zwar nicht ganz so komplex oder umfangreich wie manch anderer Genrevertreter, im Vergleich zu den fünf Manafarben eines Magic: The Gathering finde ich das automatische Ressourcensammeln zum Beispiel schon etwas seicht.
Aber hinter der Einfachheit steckt Methode: Anfänger haben die Regeln schon nach wenigen Runden begriffen, Gelegenheitsspieler können immer mal wieder zwischendurch eine schnelle Partie einlegen, und für Experten verbergen sich hinter der grundlegend simplen Spielmechanik auch nach zahllosen Spielen noch neue Strategien. Wer sich also auch nur entfernt mit Sammelkartenspielen anfreunden kann, sollte Hearthstone zumindest eine Chance geben.“

„Hearthstone: Heroes of Warcraft ist ein buntes, süchtig machendes und hochwertiges Sammlerkartenspiel. Man kann sich natürlich fragen, ob es ‚fair‘ ist, dass Spieler bares Geld benutzen können, um sich eine Wagenladung von Karten zu kaufen und dann das Spielfeld zu dominieren mit legendären und epischen Karten. Aber am Ende garantiert keine Kartenkombination den Sieg und Spieler werden ohnehin automatisch mit gleichwertigen Gegnern in einem Match landen. Das Spiel ist nicht ohne kleine Bugs, aber verdammt nahe dran, perfekt zu sein.“

### Auszeichnungen
- The Game Awards 2014[55]
  - Bestes Mobile-/Handheldspiel
- DICE Awards 2015[56]
  - Mobilspiel des Jahres
  - Strategie-/Simulationsspiel des Jahres
- Game Developers Choice Awards[57]
  - Bestes Design
- British Academy Video Games Awards 2015[58]
  - Bestes Multiplayer-Spiel
- SXSW Gaming Awards[59]
  - Mobile Game of the Year
- Deutscher Computerspielpreis 2015[60]
  - Bestes Internationales Multiplayer-Spiel